# Liste der Naturschutzgebiete im Landkreis Celle
Im Landkreis Celle und der Stadt Celle gibt es 30 Naturschutzgebiete (Stand Juni 2021).
| Name des Gebietes                                          | Bild           | Kennung         | WDPA      | Landkreis / Stadt                     | Beschreibung / Bemerkungen | Standort | Fläche in Hektar | Jahr der Verordnung |
| ---------------------------------------------------------- | -------------- | --------------- | --------- | ------------------------------------- | -------------------------- | -------- | ---------------- | ------------------- |
| Aller mit Altgewässern und Auenlebensräumen bei Osterloh   | weitere Bilder | LÜ 374          |           | Stadt Celle                           |                            | Position | 60,4             | 2021                |
| Allerdreckwiesen                                           | weitere Bilder | LÜ 209          | 162062    | Landkreis Celle                       |                            | Position | 573,53           | 1994                |
| Allerniederung bei Klein Hehlen und Celle                  |                | LÜ 372          |           | Stadt Celle                           |                            | Position | 35,1             | 2021                |
| Blankes Flath bei Jeversen                                 | weitere Bilder | LÜ 178          | 162444    | Landkreis Celle                       |                            | Position | 9,52             | 1989                |
| Bohlenbruch                                                |                | LÜ 139          | 162485    | Landkreis Celle                       |                            | Position | 172,68           | 1985                |
| Bornriethmoor                                              | weitere Bilder | LÜ 170          | 162507    | Landkreis Celle                       |                            | Position | 116,69           | 1988                |
| Brand                                                      | weitere Bilder | LÜ 140 / HA 105 | 162531    | Landkreis Celle, Region Hannover      |                            | Position | 6,72             | 1986                |
| Breites Moor                                               | weitere Bilder | LÜ 026          | 81456     | Landkreis Celle, Stadt Celle          |                            | Position | 121,95           | 1975                |
| Entenfang Boye und Grobebach                               | weitere Bilder | LÜ 368          |           | Landkreis Celle, Stadt Celle          |                            | Position | 190              | 2021                |
| Frehmbeck                                                  |                | LÜ 095          | 163145    | Landkreis Celle                       |                            | Position | 10,89            | 1984                |
| Goosemoor                                                  |                | LÜ 102          | 163285    | Landkreis Celle                       |                            | Position | 45,50            | 1984                |
| Großes Moor bei Becklingen                                 | weitere Bilder | LÜ 134          | 163374    | Landkreis Celle, Landkreis Heidekreis |                            | Position | 797,96           | 1985                |
| Heiden und Magerrasen in der Südheide                      | weitere Bilder | LÜ 334          | 555518639 | Landkreis Celle                       |                            | Position | 753              | 2019                |
| Hellern bei Wietze                                         | weitere Bilder | LÜ 309          |           | Landkreis Celle                       |                            | Position | 66               | 2018                |
| Henneckenmoor bei Scheuen                                  | weitere Bilder | LÜ 324          |           | Landkreis Celle                       |                            | Position | 94,5             | 2018                |
| Hochmoore bei Wieckenberg                                  | weitere Bilder | LÜ 177          | 163711    | Landkreis Celle                       |                            | Position | 59,00            | 1989                |
| Hoppenriethe                                               | weitere Bilder | LÜ 150          | 163790    | Landkreis Celle                       |                            | Position | 20,78            | 1987                |
| Hornbosteler Hutweide                                      | weitere Bilder | LÜ 269          | 329452    | Landkreis Celle                       |                            | Position | 173,00           | 2004                |
| Kiehnmoor                                                  | weitere Bilder | LÜ 190          | 318648    | Landkreis Celle, Landkreis Uelzen     |                            | Position | 446,64           | 1992                |
| Lachte                                                     | weitere Bilder | LÜ 287          | 389618    | Landkreis Celle, Stadt Celle          |                            | Position | 491,23           | 2009                |
| Lünsholz                                                   | weitere Bilder | LÜ 314          |           | Landkreis Celle, Landkreis Uelzen     |                            | Position | 170              | 2018                |
| Lutter                                                     | weitere Bilder | LÜ 277          | 378119    | Landkreis Celle, Landkreis Gifhorn    |                            | Position | 2437,44          | 2007                |
| Meißendorfer Teiche / Bannetzer Moor                       | weitere Bilder | LÜ 098          | 164601    | Landkreis Celle                       |                            | Position | 821,77           | 1984                |
| Moor bei Gerdehaus                                         | weitere Bilder | LÜ 162          | 164665    | Landkreis Celle                       |                            | Position | 9,37             | 1988                |
| Müsse                                                      |                | LÜ 138          | 164741    | Landkreis Celle                       |                            | Position | 151,08           | 1985                |
| Obere Allerniederung bei Celle                             | weitere Bilder | LÜ 276          | 378331    | Stadt Celle                           |                            | Position | 238,27           | 2007                |
| Quell- und Durchströmungsmoor mit Kleingewässern bei Dalle | weitere Bilder | LÜ 315          | 555638590 | Landkreis Celle                       |                            | Position | 25               | 2017                |
| Schweinebruch                                              | weitere Bilder | LÜ 214          | 165525    | Landkreis Celle, Stadt Celle          |                            | Position | 635,55           | 1995                |
| Untere Allerniederung bei Boye                             | weitere Bilder | LÜ 303          |           | Stadt Celle                           |                            | Position | 168,00           | 2015                |
| Weesener Bach                                              | weitere Bilder | LÜ 248          | 319294    | Landkreis Celle                       |                            | Position | 350,52           | 1999                |